# Elemér Somfay
Vitéz Elemér Somfay (né le 28 août 1898 à Budapest en Autriche-Hongrie et décédé dans la même ville le 15 mai 1979) est un athlète hongrois spécialiste du pentathlon. Affilié au Magyar Atlétikai Klub puis au Ludovika Akadémia Sportegyesület, il mesurait 1,78 m pour 72 kg.

## Biographie

### Palmarès
| Date | Compétition           | Lieu  | Résultat | Performance |
| ---- | --------------------- | ----- | -------- | ----------- |
| 1924 | Jeux olympiques d'été | Paris | 2e       | 16 pts      |

### Records
| Épreuve   | Performance | Lieu | Date |
| --------- | ----------- | ---- | ---- |
| Décathlon | 6 247 pts   |      | 1923 |